# Nepheronia
Nepheronia es un género de mariposas de la familia Pieridae (subfamilia Pierinae, tribu Colotini). Incluye cuatro especies y diez subespecies, que se distribuyen por África.

## Especies
- Nepheronia argia (Fabricius, 1775)
- Nepheronia buquetii Boisduval, 1836)
- Nepheronia pharis (Boisduval, 1836)
- Nepheronia thalassina (Boisduval, 1836)